# Loi sur l'euthanasie et l'assistance au suicide
Lire en ligne

Legilux

La loi du 16 mars 2009 sur l'euthanasie et l'assistance au suicide est une loi légalisant l'euthanasie et le suicide assisté au Luxembourg qui est entrée en vigueur en mars 2009.

## Contenu
La partie la plus importante de la loi est la garantie que les médecins pratiquant l'euthanasie active ou l'assistance au suicide ne seront pas passibles de poursuites. La condition est que le patient soit en phase terminale et souffre d'une douleur insupportable et qu'il confirme volontairement, délibérément et à plusieurs reprises son désir de mettre fin à ses jours. Les jeunes de 16 à 18 ans peuvent également demander l'euthanasie si leurs parents ou leurs tuteurs légaux y consentent. Pour les patients qui ne sont pas en mesure de donner leur consentement, un testament de vie peut suffire. Les médecins doivent avoir plusieurs conversations détaillées avec le patient au sujet de sa décision. Ils doivent également demander l'avis d'un deuxième médecin. Tous les cas d'euthanasie doivent être examinés par une commission de surveillance, qui contactera un procureur s'il constate des violations de la loi.
La loi fut inspirée par la loi belge sur l'euthanasie du 28 mai 2002 et est entrée en vigueur le 17 mars 2009 après sa publication au journal officiel du Grand-Duché, le Mémorial. Le Luxembourg est devenu le troisième État membre de l'Union européenne et le troisième État au monde à légaliser l'euthanasie.

## Histoire législative
Le projet de loi a été présenté à la Chambre des députés par les membres du parti ouvrier socialiste luxembourgeois (LSAP) et ceux des verts (déi Gréng) et la Chambre a approuvé la loi en première lecture le 19 février 2008 avec 30 voix pour, 26 contre et 3 abstentions. Avant qu'une loi puisse entrer en vigueur, sa constitutionnalité doit être examinée par le Conseil d'État. À ce moment-là, le Conseil d'État a soulevé des préoccupations en raison d'incertitudes juridiques. Il a fallu au Parlement jusqu'à la fin de l'année 2008 pour dissiper ces doutes. Enfin, la loi a été de nouveau approuvée avec 31 voix pour, 26 contre et 3 abstentions le 18 décembre.
Le grand-duc Henri avait annoncé son intention de ne pas donner son consentement à la loi pour des raisons de conscience. Après le refus d'Henri, le premier ministre Jean-Claude Juncker a convenu avec tous les partis de la Chambre d'adopter un amendement constitutionnel qui priverait le Grand-Duc de certains de ses pouvoirs et ne lui laisserait que le droit de promulguer des lois, et supprimerait le mot « approuve » de l'article 34 de la Constitution. La Chambre a approuvé cet amendement en première lecture avec 56 voix pour et une abstention le 11 décembre 2008. Une pétition contre l'amendement a été rejetée le 11 février 2009, avec seulement 796 signatures au lieu des 25 000 signatures nécessaires, et le 12 mars, tous les 52 députés présents ont approuvé la loi en deuxième lecture,. Le Grand-Duc, qui a dû donner son aval à une loi pour la dernière fois, l'a fait. Ainsi, la loi sur l'euthanasie a été promulguée avec les signatures du Grand-Duc et du ministre de la Santé, Mars Di Bartolomeo.